# Рапакиви

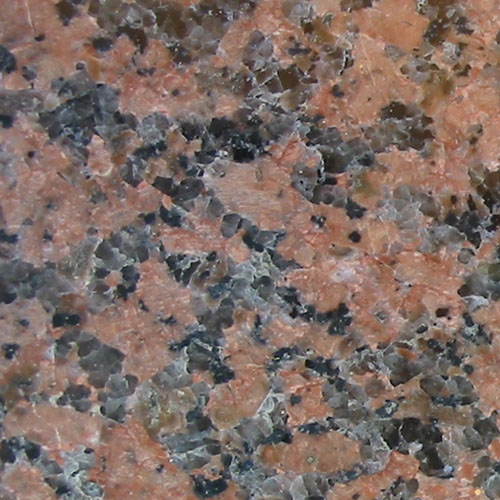
Полированный спил

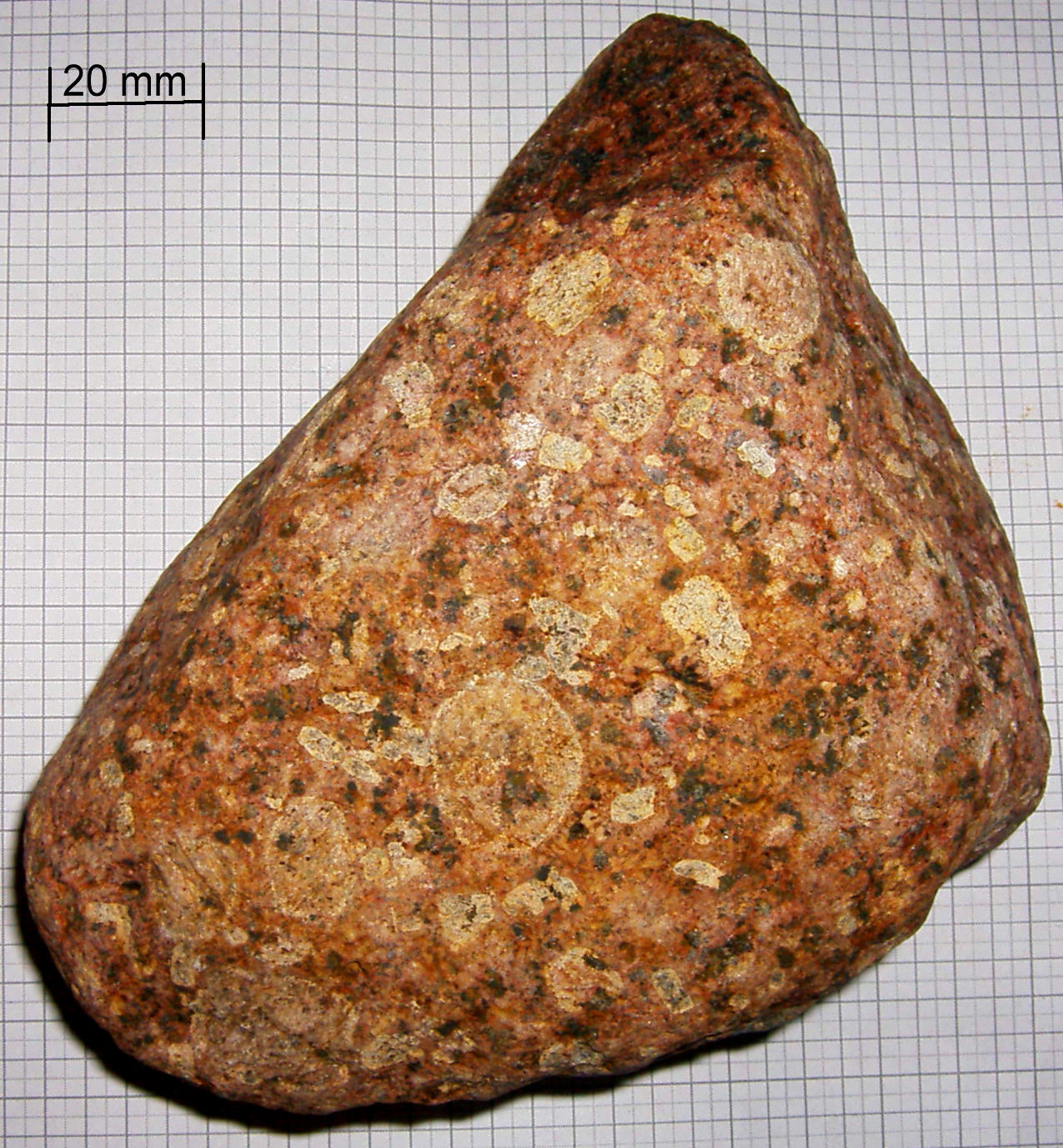
Образец из Северной Германии

Рапакиви (фин. rapakivi — «гнилой или крошащийся камень») — горная порода кислого состава, разновидность гранита.
Он состоит из олигоклаза (около 20 %), ортоклаза (около 40 %), идиоморфного кварца (около 30 %), и содержит малые примеси второстепенных акцессорных минералов (около 2 %): ортита, амфибола, диопсида, сфена, апатита, магнетита и др.
На срезе отчётливо различается крупная зернистость этого гранита. По своей прочности и долговечности сильно уступает в сравнении с образцами мелкозернистого гранита.
Может быть окрашен в различные оттенки буровато-розового, иногда это красноватый, зеленоватый.
Гранит рапакиви широко распространён в Швеции и Финляндии, встречается в Карелии и Ленинградской области (выборгиты — в районе г. Выборга, питерлит — в окрестностях деревень Виролахти, Питерлакс, Вилькиля), на Украине (район с. Городище Черкасской области).
Овоиды в выборгите окрашены в красные и розовые тона и часто окружены зеленовато-серыми оторочками минерала плагиоклаза. Монолиты выборгитов вырубались для Исаакиевского собора в имении баронов Николаи, в каменоломне Саанлахти, в западной части Монрепо на острове Твердыш, в черте нынешнего Выборга. Из многотонных глыб артель Суханова вытесала 56 колонн для Казанского собора. Цоколь Биржи выполнен из двух сортов выборгита – розового и серого. Из серого выборгита вытесаны базы Ростральных колонн и вырезаны маскароны в стенах спуска к Неве на Стрелке Васильевского острова. На монолите из этого гранита установлен «Медный всадник».
В питерлите овоиды без плагиоклазовых оторочек (или вообще нет овоидов). Самый большой в мире монолит гранита весом в 600 тонн был вырублен по способу Суханова в Питерлакской каменоломне для изготовления Александровской колонны на Дворцовой площади.